# 五色浜公園
五色浜公園（ごしきはまこうえん）は、愛媛県伊予市にある都市公園（地区公園）である。隣接する五色浜には、平家の姫が身を投じて五色の石になったという伝説が残る。
萬安港（ばんあんこう）の旧灯台、五色浜神社、彩浜館、さざえ掘、記念碑（郡中巷衢創業原誌碑ほか）、五色浜グラウンド、五色浜プールがある。隣には五色姫海浜公園がある。

## 萬安港の旧灯台
石造の旧灯台。1869年に郡中港の防波堤の修築にあわせて、従来の木造であったものが石造に改築され、更に1911年には現在地に移転された。伊予市指定文化財。

## 五色浜神社
かつての住吉宮を1871年に遷宮し、住吉神社に改称、同じく菅原道真を祭る天神社に合祀し、1909年に五色浜神社となる。当時は五彩濱神社と表記した。

## 彩浜館
松山市の道後温泉の本館建築にあわせて1894年に建てられた、洋風建築様式を取り入れた集会場。現在の建物は1989年に外観を保ったまま改築されものである。日露戦争時には、松山に収容されたロシア人捕虜将校を接待した。1909年には伊藤博文が来館した。裏庭には、萬安港の潮の干満を知るための施設として江戸時代に作られたさざえ掘がある。

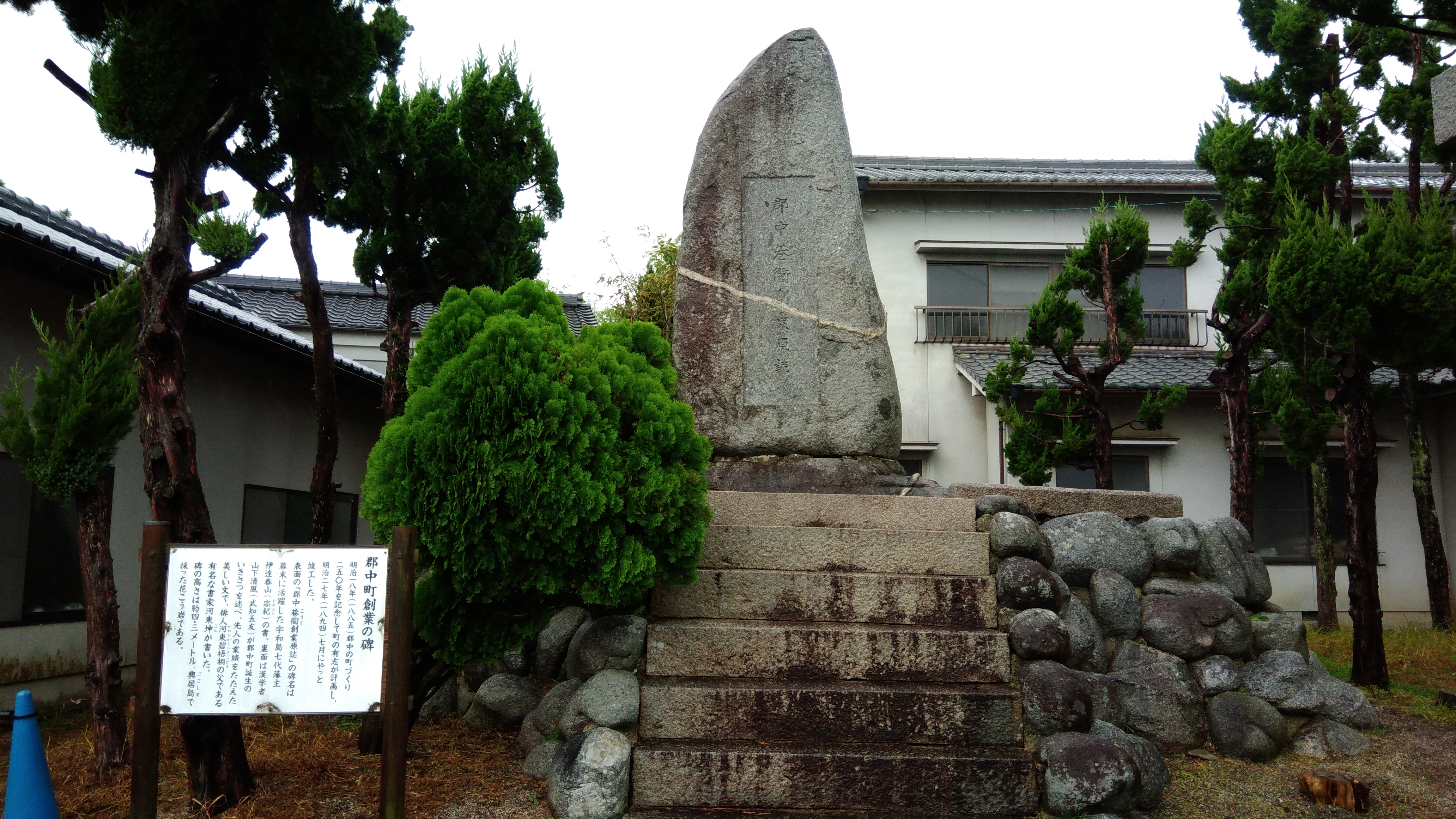
郡中巷衢創業原誌碑
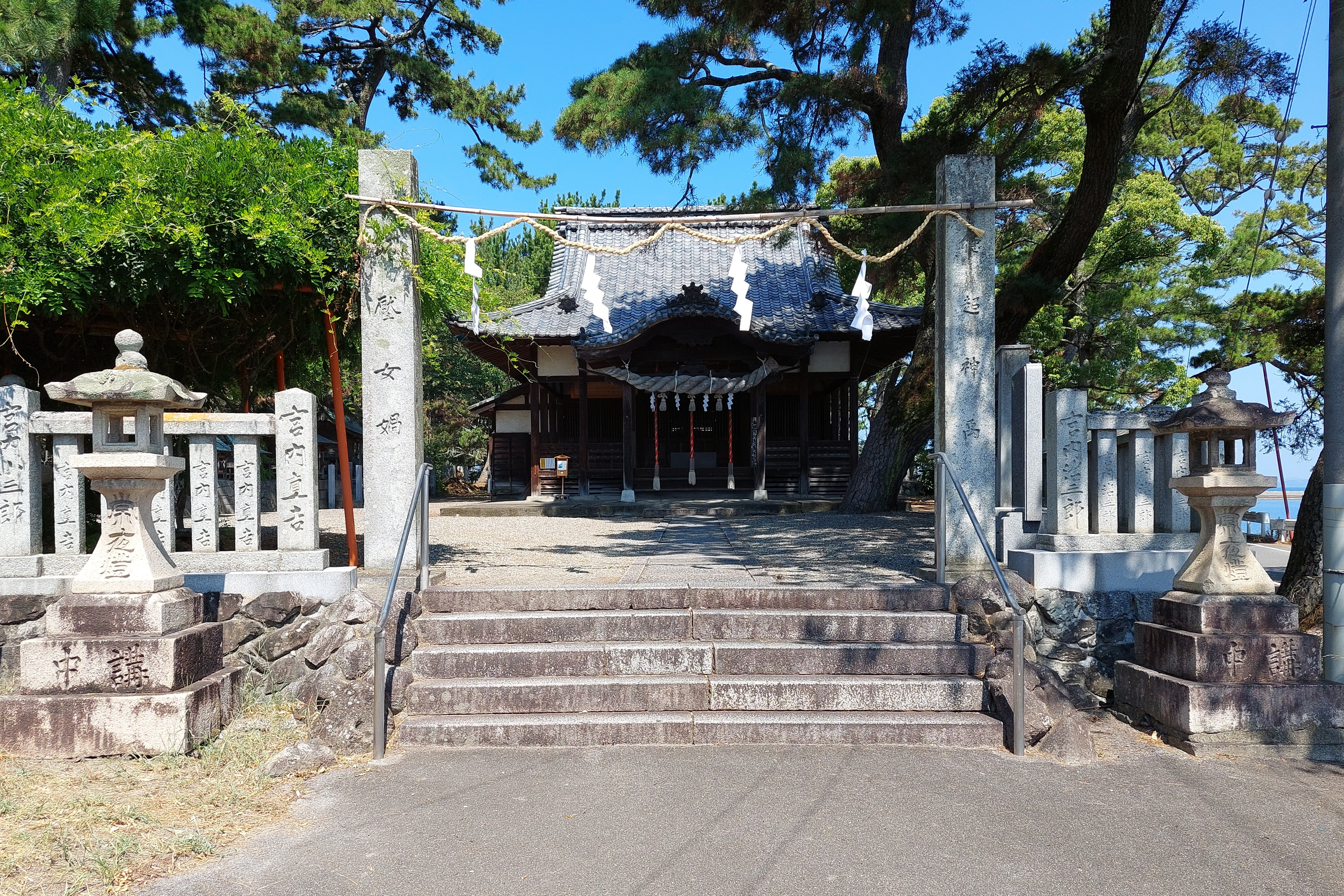
五色浜神社
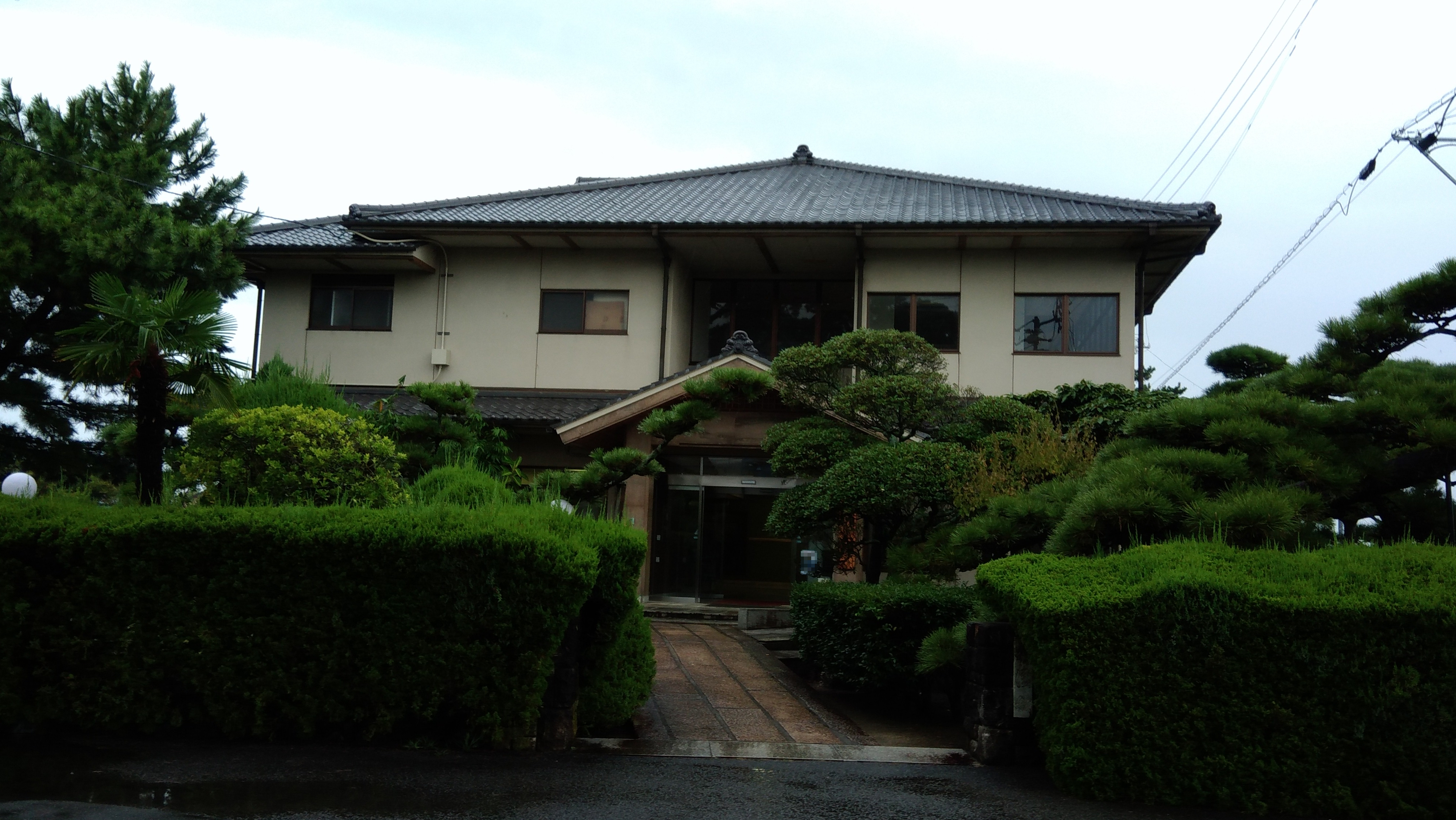
彩浜館